# 48e Pantserkorps (Wehrmacht)
Het 48e Pantserkorps (Duits: Generalkommando XXXXVIII. Panzerkorps) was een Duits legerkorps van de Wehrmacht tijdens de Tweede Wereldoorlog. Het korps nam deel aan de gevechten aan het Oostfront in de zuidelijke sector, in eerste instantie tot in Stalingrad. Daarna volgde een lange periode met defensieve gevechten, (tegen)aanvallen en een lange terugtocht, door Oekraïne, via Polen naar Silezië om te eindigen met gevechten langs de Elbe met Amerikaanse troepen.

## Krijgsgeschiedenis

### Oprichting
Het 48e Pantserkorps werd opgericht op 21 juni 1942 bij Koersk in Rusland door omdopen van het 48e Gemotoriseerde Korps.

### 1942

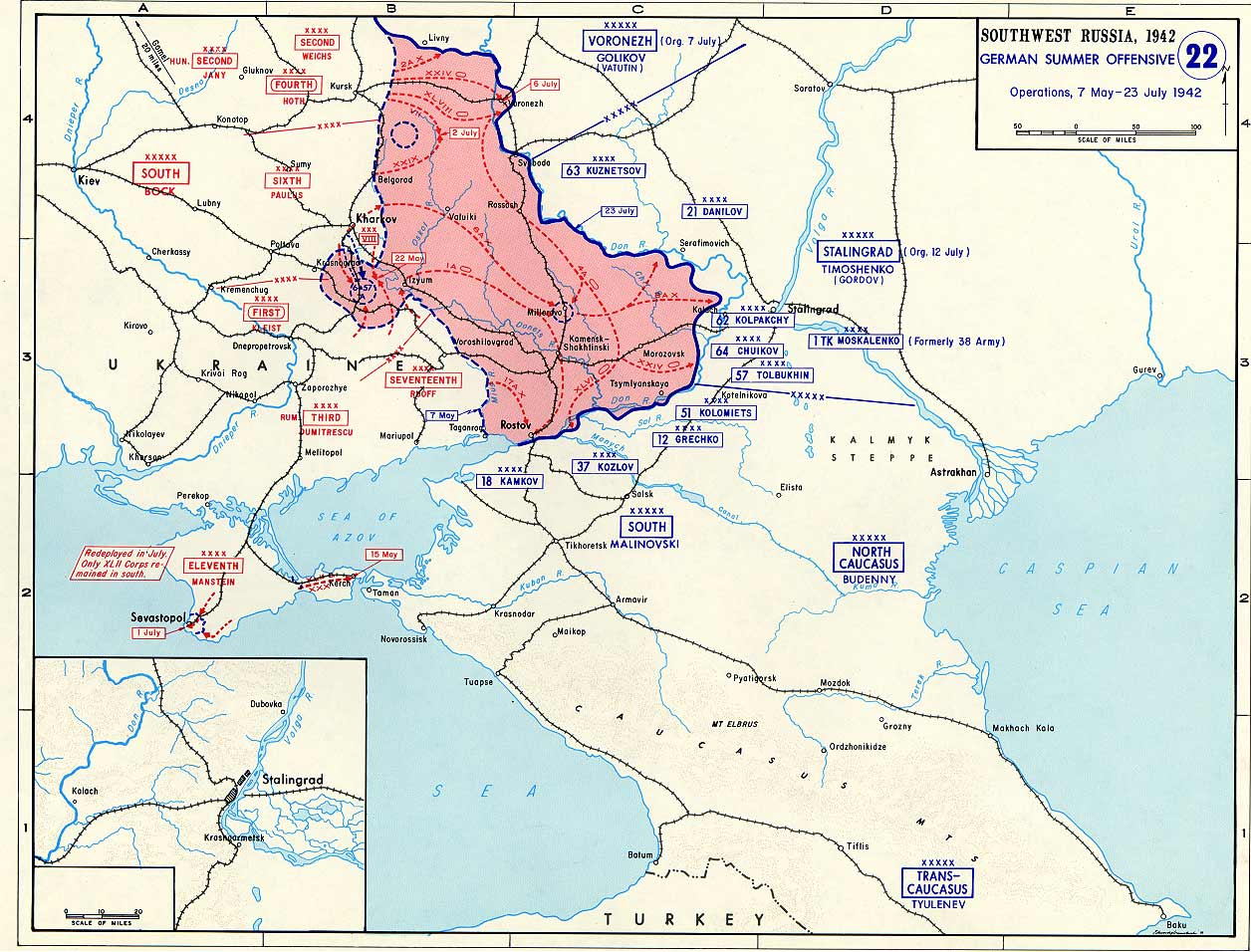
Het Duitse zomeroffensief

Het korps stond op 28 juni 1942 voor het Duitse zomeroffensief (Fall Blau) onder bevel van het 4e Pantserleger. De tanks van de 24e Pantserdivisie trokken via Stary Oskol op in de richting van Voronezj aan de Don, creëerden op 4 juli een bruggenhoofd op de oostelijke oever en konden, in samenwerking met de Gemotoriseerde Divisie Großdeutschland, tot 8 juli de stad gedeeltelijk bezetten. Na het 4e Pantserleger bij Zimljansk op 21 juli een bruggenhoofd over de Don hadden geslagen, werd het korps tussen 30 juli en 3 augustus hergroepeerd en richting  Kotelnikovo verplaatst om het 6e Leger te versterken. Tijdens de aanval op de zuidelijke voorsteden van Stalingrad had het korps de beschikking over de 14e en 24e Pantserdivisies.  Op 7 september 1942 werden de drie eenheden van het korps, de 14e en 24e Pantserdivisies en de 29e Gemotoriseerde Divisie, hergroepeerd rond Voroponovo. Op 12 september wist de 14e Pantserdivisie de posities van het Rode Leger bij Elschanka en Kuporosnoje binnen te dringen. Het korps werd vervolgens uit het front gehaald en als reserve overgebracht naar de Chir. 
Op 19 november 1942 braken de Sovjettroepen door de linies van het 3e Roemeense Leger bij Serafimovich tijdens het tegenoffensief (Operatie Uranus ). De korps kon hier slechts de 22e Pantserdivisie en de 1e Roemeense Pantserdivisie tegenoverstellen, voornamelijk uitgerust met de Panzerkampfwagen 38(t). Het korps was gehuisvest in schuren waar door muizen veel elektrische bedrading van tanks was aangevreten. Slechts ongeveer 30 tanks waren klaar om ingezet te worden en deze konden de doorbraak van het Rode Leger niet stoppen. Het korps werd echter al snel versterkt en kreeg de 11e Pantserdivisie, de 336e Infanteriedivisie, en de 7e Luftwaffen-Felddivisie toegewezen. Hiermee zou het korps oorspronkelijk deelnemen aan Operatie Wintergewitter en een opmars naar Kalach zou ondernemen. Tot eind 1942 stond het korps in nieuwe verdedigingsposities langs de Aksay, bij Nizhny Chirskaya , Tormosin en Morosovskaya.

### 1943
In het voorjaar van 1943 werd het korps teruggedreven over de Donets bij Vorosjilovgrad. In februari 1943 ging deze stad verloren, waarop het korps zich met de 6e Pantserdivisie en de 106e Infanteriedivisie westwaarts terugtrok via Losowaja. Daarna leidde het korps samen met het 57e Pantserkorps tegenaanvallen op de doorgebroken tankeenheden van de Sovjets bij Pavlograd. In maart 1943 rukte het korps met de 106e Infanteriedivisie op van Taranovka via Zmiev naar de Donets, terwijl tegelijkertijd de 6e en 11e Pantserdivisies naar het noorden doordrongen over de Msha en via Merefa en daarna samen met het SS Panzer Corps Charkov heroverden (de Derde Slag om Charkov).
In juni 1943 verplaatste het korps zich via Graiworon naar Borisovka. Begin juli 1943 nam het korps met de Pantsergrenadierdivisie Großdeutschland en de 3e en 11e Pantserdivisies deel aan Operatie Citadel, maar was niet in staat naar Oboyan door te breken. Op 12 augustus bracht het korps samen met het 3e Pantserkorps het Rode Leger tot stilstand in Ochtyrka, voordat het zich tot oktober 1943 over de Psel en via Mirgorod moest terugtrekken naar Pereyaslav en de Dnjepr. Begin december 1943 probeerde het korps zonder succes het verloren Kiev te heroveren door tegenaanvallen rond Radomyschl en Zjytomyr, maar most ondanks plaatselijke successen ook al snel weer terugwijken. Tot 26 december geloofde veldmaarschalk von Manstein er nog steeds in door middel van tegenaanvallen van het korps de Sovjet-doorbraak naar Berdichev en Kazatin te kunnen stoppen.

### 1944

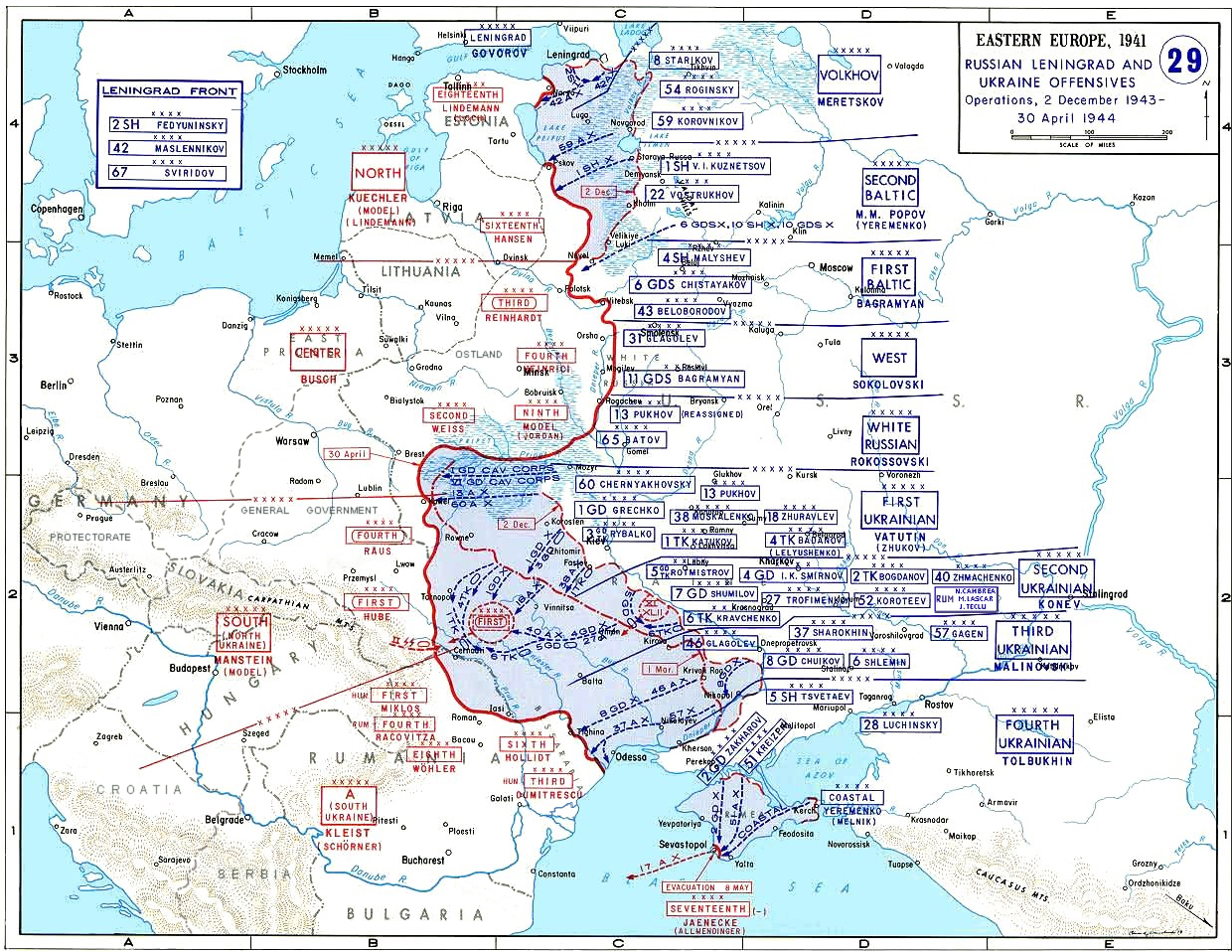
Oostfront December 1943 – April 1944

Medio januari 1944 werd het korps door het offensief van het 1e Oekraïense Front teruggeworpen in de regio Kazatin - Berdytsjiv. Begin februari was het korps geconcentreerd in het gebied Lyubar - Starokonstantinov, en beschikte over de 2. SS-Panzer-Division Das Reich, de 371e Infanteriedivisie en de 8e en 19e Pantserdivisies. De 7e Pantserdivisie fungeerde als reserve in het Doebno-gebied maar raakte opgebrand in onsuccesvolle gevechten voor Schepetovka. Een aanval tussen het 60e Sovjetleger met 11 Fusilierdivisies en het 4e Garde Tankkorps tussen 21 en 24 maart wierp het korps terug tot over de Wosuszka. In maart was het korps in actie rond Tarnopol. Sovjettroepen slaagden erin op 9 maart de stad voor de eerste keer binnen te dringen, waarop ze teruggeworpen werden. Op 24 maart lukte het wel deze stad te omsingelen, met ongeveer 4600 Duitsers als bezetting. Hitler had de stad tot Festen Platz verklaard. Het korps probeerde eerst met Panzerverband Friebe en later met de 9. SS-Panzer-Division Hohenstaufen plus Friebe de omsingeling te doorbreken, hetgeen mislukte. Op 16 april slaagden slechts 55 (!) man uit de omsingelde stad erin zich aan te sluiten bij de ontzettingstroepen. 
Medio juli volgde opnieuw een ontzettingspoging, nu ten behoeve van het bij Brody ingesloten 13e Legerkorps. Ook deze poging mislukte en het 13e Legerkorps werd vernietigd. Op 27 juli 1944 moest het korps de stad Lemberg evacueren onder druk van het 60e Sovjetleger en trok in augustus via Jarosław terug naar de Weichsel. Daarna nam het korps een sector van de Weichselverdediging op zich bij Baranów. Hier beschikte het korps op 20 september 1944 de 16e Pantserdivisie, de 20e Pantsergrenadierdivisie en de 304e Infanteriedivisie.

### 1945
Tijdens het offensief van maarschalk Ivan Konev op 12 januari 1945 vanaf het Baranow-bruggenhoofd werden de troepen van het korps (met de 68e en 304e Infanteriedivisies) volledig onder de voet gelopen , en Częstochowa en Kielce gingen daardoor verloren. In februari 1945 trok het korps zich terug naar Silezië, en kwam zuidelijk van Ratibor onder bevel van het 17e Leger en verdedigde daarna met de 208e en 269e Infanterie Divisie de lijn Bogucice – Sławków - Michałowice - Rogau.
Op 30 maart 1945 werd het korps uit het nieuwe front bij Görlitz genomen en onder bevel gesteld van het nieuwe 12e Leger (Generaal Walther Wenck). Het korps nam op 10 april de leiding op zich over Infanterie-Division Scharnhorst"Scharnhorst" en voerde defensieve gevechten langs de Saale tegen het 1e Amerikaanse Leger, dat oprukte richting Leipzig en Halle. Tussen 13 en 17 april vocht het korps op de Halle-Saale-lijn ten zuiden van Merseburg, een aanval op de Amerikaanse bruggenhoofden bij Schönebeck en Barby mislukte op 14 en 15 april. Door het Sovjet-offensief richting Berlijn moest het korps nu ook een oostelijk front opbouwen. Van beide kanten bedreigd, week het korps langs en over de Elbe naar het noorden uit. Op 1 mei werd Maagdenburg ontruimd. Langzaam trok het korps nu terug richting de Elbe-bruggen bij Tangermünde. Twee dagen later werd de korpscommandant, generaal von Edelsheim, vrijgesteld om onderhandelingen te voeren met het 9e Amerikaanse Leger. De enige zorg van generaal Edelsheim was om de terugtrekking van de delen van het Duitse  9e Leger, die naar de Elbe waren uitgebroken te dekken en zoveel mogelijk van de eenheden van  het 12e Leger te beschermen tegen de Sovjet-gevangenschap. Dit lukte in behoorlijke mate.
Het 48e Pantserkorps capituleerde op 7 mei 1945 in Stendal aan troepen van het 9e Amerikaanse Leger.

## Bovenliggende bevelslagen
| Leger                   | Legergroep               | Plaats/regio                         | Begin                       | Eind                        |
| ----------------------- | ------------------------ | ------------------------------------ | --------------------------- | --------------------------- |
| 4. Panzerarmee          | Heeresgruppe Süd         | Koersk, Don                          | 21 juni 1942                | 9 juli 1942                 |
| 4. Panzerarmee          | Heeresgruppe B           | Don, Kalach                          | 9 juli 1942                 | 16 september 1942           |
| 6. Armee                | Heeresgruppe B           | Stalingrad                           | 16 september 1942           | september 1942              |
| 4. Panzerarmee          | Heeresgruppe B           | Stalingrad                           | september 1942              | 10 november 1942            |
| 3e Roemeense Leger      | Heeresgruppe B           | Don                                  | 10 november 1942            | 3 december 1942             |
| Armee-Abteilung Hollidt | Heeresgruppe Don         | Don, Donets                          | 4 december 1942             | 10 februari 1943            |
| 4. Panzerarmee          | Heeresgruppe Süd         | Charkov                              | 11 februari 1943            | begin april 1943            |
| Armee-Abteilung Kempf   | Heeresgruppe Süd         | Charkov                              | begin april 1943            |                             |
| direct onder bevel      | Heeresgruppe Süd         | Charkov                              | mei 1943                    |                             |
| 4. Panzerarmee          | Heeresgruppe Süd         | Charkov, Belgorod, Dnjepr            | juni 1943                   | eerste helft september 1943 |
| 8. Armee                | Heeresgruppe Süd         | Dnjepr                               | eerste helft september 1943 | 6 november 1943             |
| 4. Panzerarmee          | Heeresgruppe Süd         | Dnjepr, Zjytomyr, Vinnitsa, Tarnopol | 7 november 1943             | 4 april 1944                |
| 4. Panzerarmee          | Heeresgruppe Nordukraine | Tarnopol                             | 4 april 1944                | mei 1944                    |
| 1. Panzerarmee          | Heeresgruppe Nordukraine | Brody                                | juni 1944                   | medio augustus 1944         |
| 4. Panzerarmee          | Heeresgruppe Nordukraine | Weichsel                             | medio augustus 1944         | 23 september 1944           |
| 4. Panzerarmee          | Heeresgruppe A           | Weichsel                             | 23 september 1944           | 12 januari 1945             |
| 17. Armee               | Heeresgruppe A           | Silezië                              | 13 januari 1945             | 10 april 1945               |
| 12. Armee               | Heeresgruppe Weichsel    | Elbe                                 | 11 april 1945               | 7 mei 1945                  |

## Commandanten
| Rang                                                             | Naam                     | Begin             | Eind              |
| ---------------------------------------------------------------- | ------------------------ | ----------------- | ----------------- |
| General der Panzertruppe                                         | Werner Kempf             | 21 juni 1942      | 30 september 1942 |
| Generalleutnant                                                  | Ferdinand Heim           | 1 november 1942   | 19 november 1942  |
| Generalmajor                                                     | Hans Cramer              | 19 november 1942  | 26 november 1942  |
| Generalmajor                                                     | Heinrich Eberbach        | 26 november 1942  | 30 november 1942  |
| General der Panzertruppe                                         | Otto von Knobelsdorff    | 30 november 1942  | 6 mei 1943        |
| Generalleutnant                                                  | Dietrich von Choltitz    | 6 mei 1943        | 30 augustus 1943  |
| General der Panzertruppe                                         | Otto von Knobelsdorff    | 30 augustus 1943  | 30 september 1943 |
| Generalleutnant                                                  | Dietrich von Choltitz    | 30 september 1943 | 22 oktober 1943   |
| General der Panzertruppe                                         | Heinrich Eberbach        | 22 oktober 1943   | 15 november 1943  |
| General der Panzertruppe                                         | Hermann Balck            | 15 november 1943  | 4 augustus 1944   |
| General der Panzertruppe                                         | Walter Nehring           | 5 augustus 1944   | 19 augustus 1944  |
| General der Panzertruppe                                         | Fritz-Hubert Gräser      | 19 augustus 1944  | 20 september 1944 |
| Generalleutnant General der Panzertruppe (vanaf 1 december 1944) | Maximilian von Edelsheim | 20 september 1944 | 3 mei 1945        |
| Generalleutnant                                                  | Wolf Hagemann            | 3 mei 1945        | 7 mei 1945        |

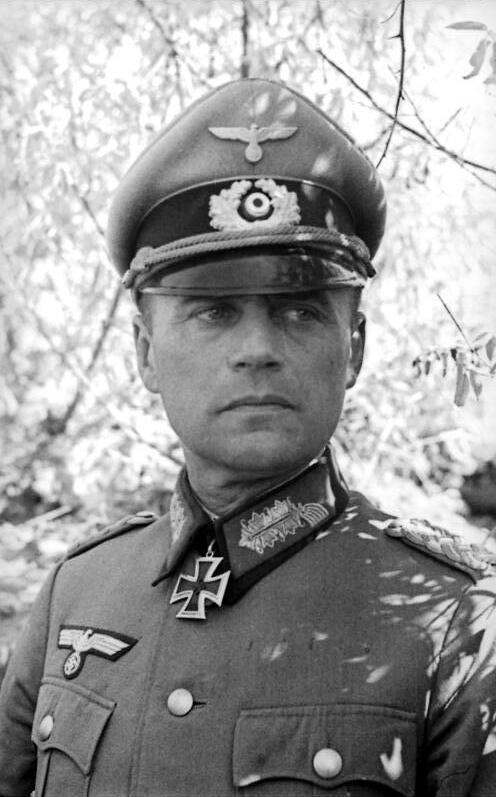
General Ferdinand Heim

Generalleutnant Heim werd ontslagen als zondebok voor de nederlaag van het 3e Roemeense Leger en werd zelfs gearresteerd en vastgezet. Generalmajor Cramer was zijn tijdelijke vervanger.

Generalmajor Eberbach werd al kort naar zijn aanstelling zwaargewond en viel uit. Eind 1943 kreeg hij nogmaals de kans.

General Nehring werd slechts tijdelijk aangesteld.